# 克孜勒-马扎雷克
克孜勒-马扎雷克（俄语：Кызыл-Мажалык）是俄罗斯图瓦共和国的一个村庄以及巴伦-赫姆奇克区的行政中心。人口为5072（2010）。